# Empoasca barbistyla
Empoasca barbistyla är en insektsart som beskrevs av Pasquino Paoli 1936. Empoasca barbistyla ingår i släktet Empoasca och familjen dvärgstritar. Inga underarter finns listade i Catalogue of Life.